# ایلن دپوتو
ایلن دپوتو (انگلیسی: Hélène Desputeaux؛ ‏تلفظ در فرانسوی: [elɛn depyto]؛ زادهٔ ۱۹۵۹ میلادی) نویسنده و تصویرگرِ کتاب کودکان اهل کانادا است.
از فیلم‌ها یا مجموعه‌های تلویزیونی که وی در آن‌ها نقش داشته است، می‌توان به کایو اشاره نمود.